# Криниця (Гайнівський повіт)
Криниця (пол. Krynica) — село в Польщі, у гміні Наровка Гайнівського повіту Підляського воєводства.
Населення — 22 особи (2011).
У 1975-1998 роках село належало до Білостоцького воєводства.

## Демографія
Демографічна структура станом на 31 березня 2011 року:
|          | Загалом | Допрацездатний вік | Працездатний вік | Постпрацездатний вік |
| -------- | ------- | ------------------ | ---------------- | -------------------- |
| Чоловіки | 12      | 1                  | 7                | 4                    |
| Жінки    | 10      | 1                  | 4                | 5                    |
| Разом    | 22      | 2                  | 11               | 9                    |